# Natpisi iz Bir el Qutta
Natpisi iz Bir el Qutta (gruz. ბირ ელ ქუტის წარწერები) starogruzijski su bizantski mozaički natpisi napisani gruzijskim pismom Asomtavruli koje je 1952. godine:str. 13.:str. 110 u gruzijskom samostanu sv. Teodora:str. 26. u blizini Bir el Qutta, u Judejskoj pustinji, iskopao talijanski arheolog Virgilio Canio Corbo.:str. 6. Lokalitet se nalazi 6 km jugoistočno od Jeruzalema i 2 km sjeverno od Betlehema.:str. 137. Cijeli kompleks građen je od crvenkastog vapnenca.:str. 138.
Gruzijski natpisi pronađeni su na podu mozaika.:str. 140.:str. 136 Dva su natpisa datirana u 430. godinu, a treći u 532. godinu.:str. 17. Samostan u kojem su pronađeni natpisi osnovao je gruzijski knez i biskup Petar od Iberije,:str. 130 čiji se otac spominje u jednom od natpisa. Na drugom se natpisu spominje Bakur Iberijac, bizantski vojskovođa, kojeg brojni povjesničari (Amijan Marcelin, Rufin iz Akvileje i Zosim) nazivaju Petrovim djedom i gruzijskim kraljem.:str. 24.:str. 148. Sva tri natpisa smatraju se najstarijim natpisima na gruzijskom jeziku.:str. 146. Trenutačno se svi natpisi čuvaju u Muzeju Franjevačkog društva Studium Biblicum Franciscanum u Jeruzalemu.:str. 141. Natpis br. 2, koji spominje Petra Iberijskog, trenutačno se smatra izgubljenim.:str. 18.

## Natpisi

### Natpis 1
»
ႣႠ ႻႭჃႻ

ႤႭჃႪႬႨ Ⴋ

ႠႧႬႨ ႡႠ

ႩႭჃႰ ႣႠ

ႢႰႨ ႭႰႫ

ႨႦႣ ႣႠ Ⴌ

ႠႸႭႡႬႨ

ႫႠႧႬႨ Ⴕ«
Prijevod: Isuse Kriste, smiluj se Bakuru i Griormizdu i njihovim potomcima.:str. 144.—145.:str. 23.:str. 137.—138.

### Natpis 2
»
ႼႫႨႣႠႭ ႧႤႭႣႭႰ

Ⴄ ႫႠႰ Ⴌ ႣႠ ႡႭჃ

ႰႦ Ⴌ ႤႬ ႠႫႨ«
Prijevod: Sveti Teodore, smiluj se Maruanu i Burzenu, Amen.:str. 145.:str. 19.:str. 138.

### Natpis 3
»
ႸႤႼႤႥႬႨႧႠ Ⴕ ჁႱႨႧႠ ႣႠ Ⴋ

ႤႭႾႤႡႨႧႠ ႼႫႨႣႨႱႠ ႣႠ Ⴇ ႤჂႱႨႧႠ

ႸႬ ႠႬႲႭႬႨ ႠႡႠჂ ႣႠ ႨႭႱႨႠ ႫႭ

ႫႱႾႫႤႪႨ ႠႫႨႱ ႱႤႴႨႱႠჂ ႣႠ ႫႠ

ႫႠ ႣႤႣႠჂ ႨႭႱႨႠჂႱႨ ႠႫႤႬ«
Prijevod: Uz pomoć Isusa Krista i svetog Teodora, Bog se smilovao Opatu Antunu i Jošiji, autorima ovog mozaika, kao i ocu i majci Jošije, Amen.:str. 143.:str. 16.:str. 135.

## Vanjske poveznice
- Lombardo, S. & Scardigno, C. (2018.) I mosaici di Bir el-Qutt, tra le più antiche testimonianze di lingua georgiana Terra Sancta Museum